# 10BASE5

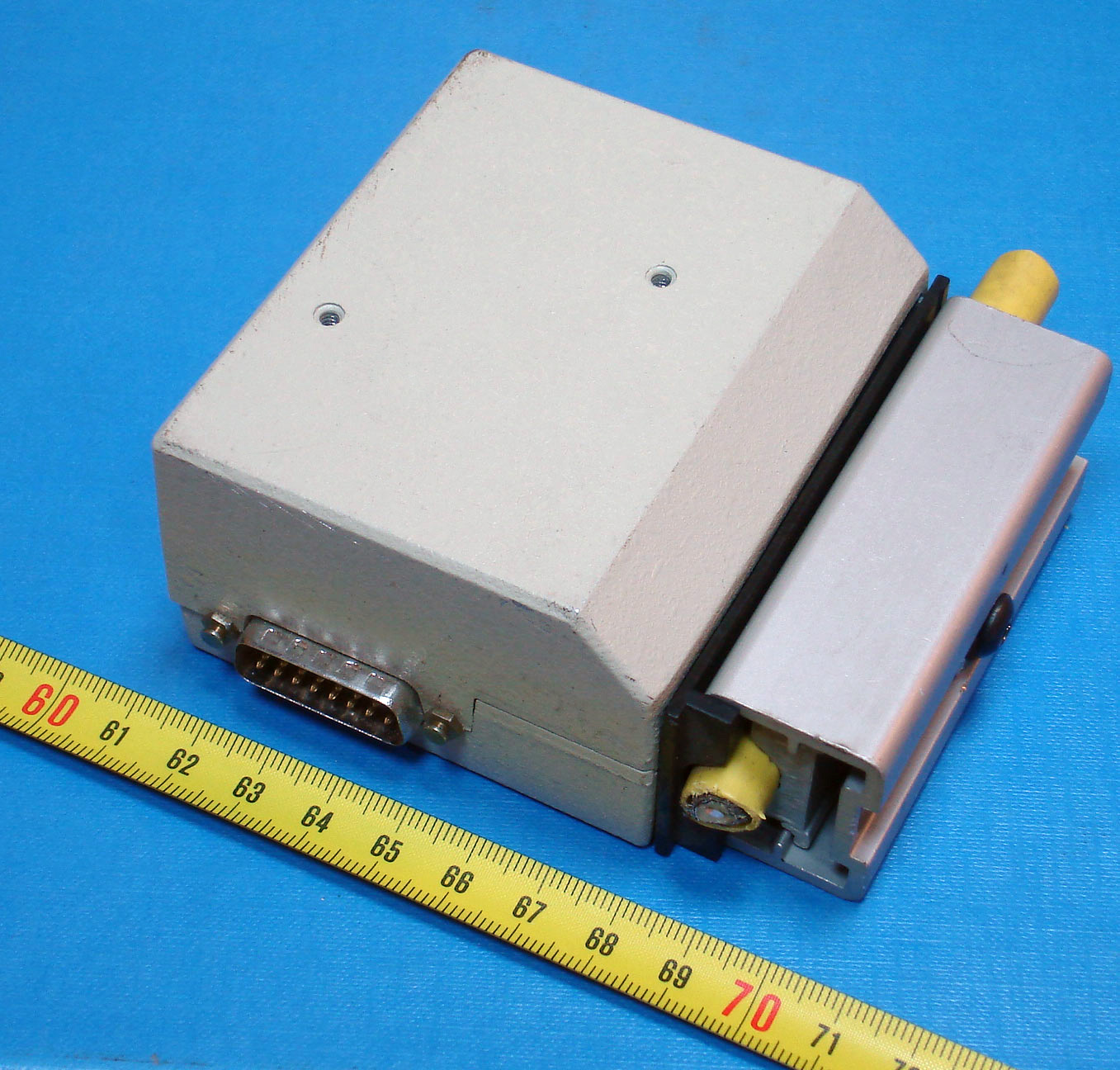
„Wampirek” z transceiverem

10BASE5 („gruby koncentryk”, z ang. thicknet) – jeden z modeli kabli Ethernetowych, standard z 1980 używający grubego (9,5 mm) kabla koncentrycznego o impedancji 50 Ω. Umożliwiał budowę segmentów o długości do 500 m. Pracował z szybkością 10 Mb/s. W kabel magistrali wpinało się jednostki klienckie za pomocą „wampirka” z transceiverem (ang. vampire tap).
Technologia 10BASE5 jest ważna, ponieważ było to pierwsze medium używane przez sieci Ethernet. Technologia ta stanowiła część oryginalnego standardu IEEE 802.3. Podstawową zaletą technologii 10BASE5 był jej zasięg. Obecnie już nie jest stosowana, ale czasami można spotkać jeszcze pracujące instalacje. Dziś już bardzo trudno znaleźć na rynku podstawowe komponenty, jak np. karty sieciowe. 
Systemy zbudowane w technologii 10BASE5 były niedrogie i nie wymagały konfiguracji, ale sama technologia nie jest odporna na odbicia sygnału w kablu. W systemach tych stosowane jest kodowanie typu Manchester. W kablu znajduje się jednolity centralny przewodnik. Każdy z maksymalnie pięciu segmentów grubego kabla koncentrycznego może mieć do 500 metrów długości. Okablowanie jest duże, ciężkie, o stosunkowo dużym promieniu gięcia, trudne w instalacji. Jednak stosunkowo duża dopuszczalna długość segmentu stanowiła zaletę, co przedłużyło korzystanie z tej technologii w pewnych zastosowaniach.
Ponieważ medium jest pojedynczy kabel koncentryczny, w danej chwili tylko jedna stacja może transmitować pakiety, gdyż w przeciwnym wypadku nastąpi kolizja. Z tego powodu sieci 10BASE5 działały tylko w trybie półdupleks, przez co maksymalna prędkość przesyłania danych wynosi 10 Mb/s.